# 1495 w literaturze
Wydarzenia literackie w 1495 roku.

## Urodzili się
- Luigi Alamanni, włoski poeta